# Visigoten
De Visigoten waren een Gotisch volk, verenigd onder het bewind van een koning, dat binnen het Romeinse Rijk leefde in de late oudheid. Tijdens de val van het West-Romeinse Rijk stichtten zij een rijk in Zuid-Gallië en Spanje. Hun benaming is lange tijd omstreden geweest. Historici hanteren tegenwoordig de opvatting dat pas met de vestiging van het Ostrogotisch vorstendom door Theoderik de Grote in de zesde eeuw, klassieke schrijvers begonnen zijn de Goten te differentiëren in Visigoten en Ostrogoten. De aanduiding "Aquitaanse Goten", een verwijzing naar het vestigingsgebied van de Goten langs de Garonne (418-507) is een betere benaming voor de beginperiode dan Visigoten. 

## Naam
De Visigoten werden nooit Visigoten genoemd, alleen Goten, totdat Cassiodorus de term gebruikte, verwijzend naar hun verlies tegen Clovis I in 507. Cassiodorus heeft blijkbaar de aanduiding bedacht op basis van het model van de "Ostrogoten", en gebruik makend van de oudere naam van de Vesi, een van de stamnamen die de vijfde-eeuwse dichter Sidonius Apollinaris al had gebruikt in een gedicht waarin hij naar de Visigoten verwees. Het eerste deel van de naam Ostrogoten is gerelateerd aan het woord "Oost", en Jordanes, de middeleeuwse schrijver, contrasteerde ze later duidelijk in zijn Getica, waarin hij verklaarde dat "Visigoten de Goten van het westelijke land waren." Volgens Wolfram creëerde Cassiodorus dit Oost/West begrip van de Goten. De term "Visigoten" werd later door de Visigoten zelf gebruikt in hun communicatie met het Byzantijnse Rijk, en was nog steeds in gebruik in de 7e eeuw.

## Geschiedenis

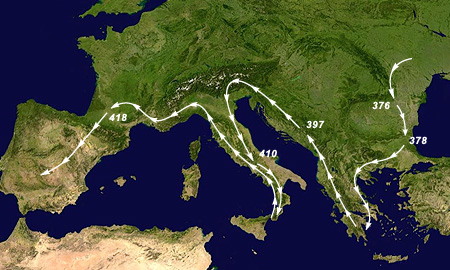
De Visigotische emigratie

### Vestiging binnen het Romeinse Rijk
De voorlopers van de Visigoten verschenen voor het eerst op de Balkan, als een door de Romeinen geallieerde barbaars militaire groep verenigd onder het bevel van Alarik I. Hun exacte oorsprong lijkt divers te zijn geweest, maar omvatte waarschijnlijk veel stamleden van de Tervingi die vanaf 376 naar het Romeinse Rijk waren verhuisd en een belangrijke rol speelden bij het verslaan van de Romeinen in de Slag bij Adrianopel in 378. De betrekkingen tussen de Romeinen en de Goten van Alarik varieerden, waarbij de twee groepen verdragen sloten wanneer dat uitkwam, en met elkaar in oorlog waren als dat niet het geval was.

### Bekering tot het christendom
Nadat ze zich in Dacië hadden gevestigd, bekeerden de Goten zich tot het arianisme, een leer die Jezus Christus niet als God, onderdeel van de drie-eenheid beschouwde, maar als geschapen door de Vader. Hiermee week het op een essentieel punt af van de leer, die zou uitgroeien tot het westelijke katholicisme en de oosters-orthodoxe kerken.
Het arianisme werd als ketterij veroordeeld door het eerste Concilie van Nicea in 325. Dit concilie was bijeengeroepen door keizer Constantijn de Grote. De Visigoten bleven het arianisme trouw tot in 589 toen koning Reccared I zich tot het katholicisme bekeerde. Een belangrijke rol bij de kerstening van de Goten was weggelegd voor bisschop Wulfila. Onder zijn verantwoordelijkheid verscheen een vertaling van de Bijbel in het Gotisch. De fragmenten die van deze vertaling zijn overgebleven vormen de oudst opgetekende bronnen in een Germaanse taal.

### Invallen in Frankrijk en Spanje
In 416 verbleven de Visigoten onder koning Wallia in Spanje. In opdracht van keizer Honorius voerden zij oorlog tegen de Vandaalse Silingen en Alanen, deze oorlog staat bekend als de Gotische oorlog in Spanje. In deze oorlog waren zij zeer succesvol en verjoegen de tegenstanders uit de Spaanse provincies Baetica, Lusitania en  Tarraconensis. Hierna stond de keizer toe in 418 de Visigoten toe zich in de provincie Aquitania te vestigen. Tolosa werd de eerste hoofdstad van het Visigotische koninkrijk.
Naarmate de Romeinse infrastructuur verder instortte en daarmee de invloed van Rome steeds kleiner werd, verspreidden de Visigoten zich over grotere delen van Gallië. Gallia Narbonensis werd ingenomen, alsook het zuidelijk deel van Gallië; daar werd de opmars van de Visigoten bij de Loire door de Salische Franken een halt toegeroepen. Vervolgens trokken ze de Pyreneeën over, het Iberisch Schiereiland in. Het moeilijk begaanbare, bergachtige terrein van Noord-Spanje bleek echter een stap te ver voor de Visigoten. Ze wisten de Basken en de Sueven, die daar woonden, niet te verslaan en sloten vredesverdragen waarbij deze volkeren als vazalstaten hun landen konden behouden.
In 457 kwam koning Theoderik II in opstand en voerde oorlog tegen de Romeinen. Hij nam de macht over in Aquitanie en veroverde de kuststrook Septimanie. Uiteindelijk leed hij  een nederlaag tegen keizer Majorianus in bij Arles.

Het rijk van de Visigoten omstreeks het jaar 500

De tweede grote koning der Visigoten, Eurik, verenigde de verschillende ruziënde stammen der Visigoten en dwong in 475 de volledige onafhankelijkheid af bij het Romeinse bestuur. Ten tijde van zijn dood vormden de Visigoten het machtigste rijk in West-Europa. Rond het jaar 500 bereikte hun koninkrijk zijn grootste omvang. Hieraan zou echter spoedig een einde komen.

### Verlies van de Gallische gebieden

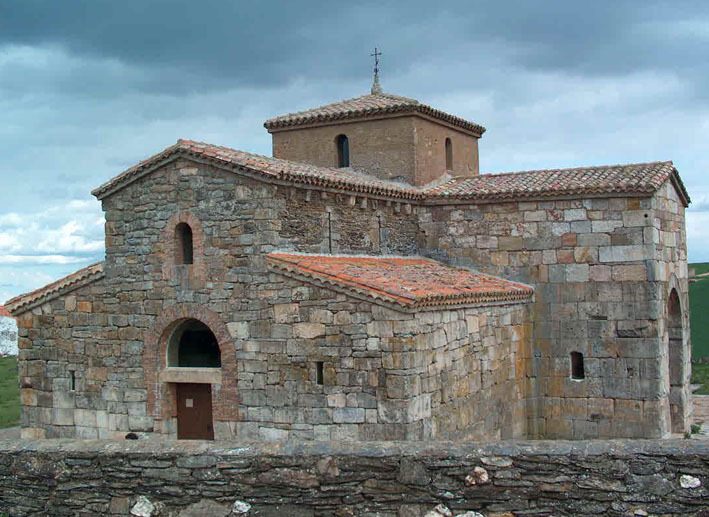
De Visigotische kerk van San Pedro de la Nave

Aan de noordgrens van het koninkrijk ontstonden spanningen met de Salische Franken onder koning Clovis en hun bondgenoten, de Bourgondiërs onder koning Gundobad. Na wat kleine territoriale conflicten begonnen de spanningen een steeds meer godsdienstig karakter te krijgen. De Franken en Bourgondiërs, beide christelijke volkeren, kregen financiële steun toegezegd door de Katholieke Kerk op voorwaarde dat zij de Visigoten uit Gallië zouden weten te verdrijven. De Visigoten, die, hoewel ze zelf het arianisme aanhingen, de katholieke volkskerk in hun koninkrijk weinig in de weg hadden gelegd, werden weldra van binnenuit onder druk gezet. Vanuit de katholieke kerken riepen de bisschoppen de Gallo-Romeinse burgers op tot verzet tegen de Visigoten. Als reactie hierop zag koning Alarik II van de Visigoten zich genoodzaakt de bisschoppen van Limoges en Arles te gijzelen. Toen Clovis hiervan hoorde, dreigde hij Alariks gebied binnen te vallen.
Om de oorlogsdreiging een halt toe te roepen, riep Alarik II de bemiddeling in van zijn schoonvader, de Ostrogotische koning Theodorik de Grote. Dankzij deze bemiddeling kwam het in 500 tot een vredesverdrag tussen Clovis I en Alarik II.  Om de sympathie van het volk terug te winnen, kwam Alarik II met nieuwe wetgeving, waarin aan de christelijke Gallo-Romeinse bevolking meer vrijheden en rechten werden toegekend.
Clovis I was echter niet van plan zich aan het verdrag te houden. Hij sloot een verbond met koning Sigebert van de Ripuarische Franken en met koning Gundobad van de Bourgondiërs. In het voorjaar trokken zij het Visigotisch koninkrijk binnen. Bij een beslissend treffen in de Slag bij Vouillé bracht Clovis I eigenhandig Alarik II om; hierna vluchtte het restant van het leger naar het zuiden en trok zich terug in Septimanië. Clovis I ging over tot het verdelgen van de laatste verzetshaarden. Zijn zoon Theuderic werd belast met de verovering van Gallië, terwijl hij zelf ten strijde trok tegen de Basken. De verovering van Septimanië werd aan Gundobad overgelaten.
De Visigoten in Septimanië trokken zich terug in een aantal goed verdedigbare steden: Carcassonne, Béziers, Nîmes en Arles. Hoewel alle steden langdurig belegerd werden en de landbouwgronden in vlammen opgingen, lukte het de Bourgondiërs niet de steden in te nemen. Toen in 508 ten slotte de Ostrogoten zich in de strijd waagden en Arles en Avignon ontzetten en bevrijdden, was het gedaan met de Bourgondische aanval. Septimanië zou nog zo'n 2½ eeuw in handen van de Visigoten blijven, maar de rest van Gallië was voor altijd verloren.

### Visigotisch Spanje

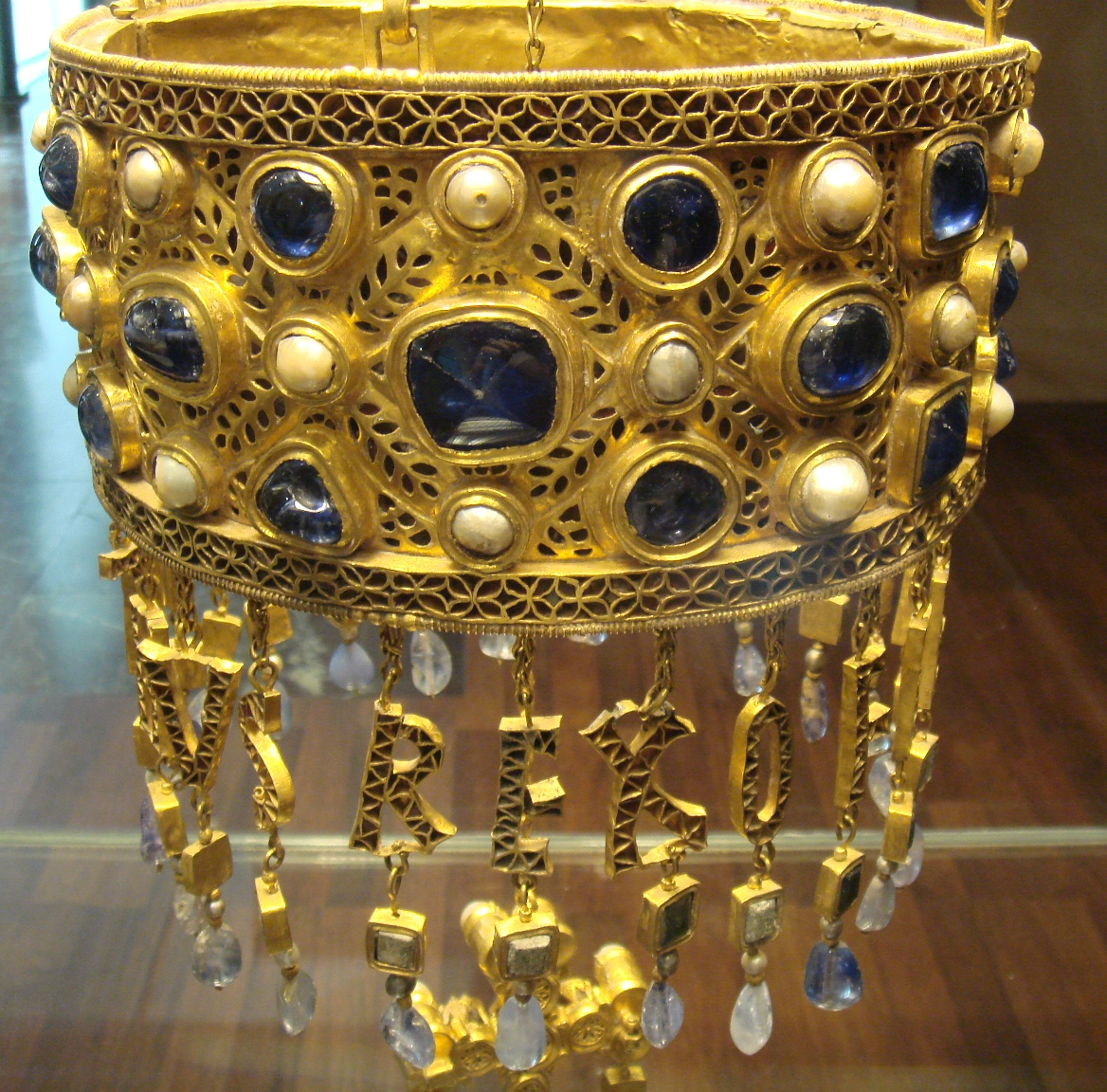
Votiefkroon van koning Recceswinth (653-672)

In 554 moesten de Visigoten de provincie Spania in het zuiden (weer) afstaan aan het Byzantijnse Rijk onder keizer Justinianus I, die het op zich genomen had het westen te heroveren. In 584 werd het koninkrijk van de Sueven ingenomen en in 624 werden de gebieden in het zuiden heroverd op de Byzantijnen.

### Onderwerping door de moslims
Het koninkrijk bleef bestaan tot 711. Bij een vete tussen de Visigotische edelen nodigde een van de partijen de islamitische Moren uit om tussenbeide te komen. Deze grepen deze gelegenheid aan om heel Spanje te bezetten. Toen koning Roderik omkwam bij een poging de invasie van Omayyadische moslims in het zuiden tegen te houden, kwam het grootste deel van Spanje al snel onder islamitisch bestuur. De nog overgebleven Visigotische edelen trokken zich terug, eerst tot in Catalonië maar onder aanhoudende druk van de Moren uiteindelijk tot in Septimanië. Zelfs daar kregen ze echter geen rust. In 762 werd ook Septimanië door de Moren bezet; deze bezetting zou echter van korte duur blijken, want in 768 werden de Moren door een Frankisch leger onder Pepijn de Korte verjaagd. Met de heerschappij van de Visigoten was het niettemin gedaan. Aan het Karolingische hof stonden de Visigotische edelen weliswaar nog generaties lang in hoog aanzien, maar na 900 neemt de vermelding van Visigotische namen in de annalen snel af. De door de Visigoten uitgevonden hoefijzerboog is heden ten dage nog steeds zichtbaar in vele bouwwerken, waaronder de Mezquita.

### Het begin van de Reconquista
De Visigotische edelman Don Pelayo wordt genoemd als aanstichter van de christelijke herovering van Spanje in 718: hij versloeg toen de Omajjadische legers in een veldslag en stichtte het koninkrijk Asturië in het noorden van het schiereiland.
In het overige deel van Spanje was van de voormalige aanwezigheid van de Visigoten ondanks hun eeuwenlange heerschappij al spoedig geen spoor meer te bekennen. Ze waren altijd gering in aantal geweest in verhouding met de oorspronkelijke bevolking en hadden voornamelijk de maatschappelijke bovenlaag gevormd. Degenen die achterbleven, zouden binnen enkele generaties opgaan in de Iberisch-Romeinse bevolking.

## Visigotische cultuur

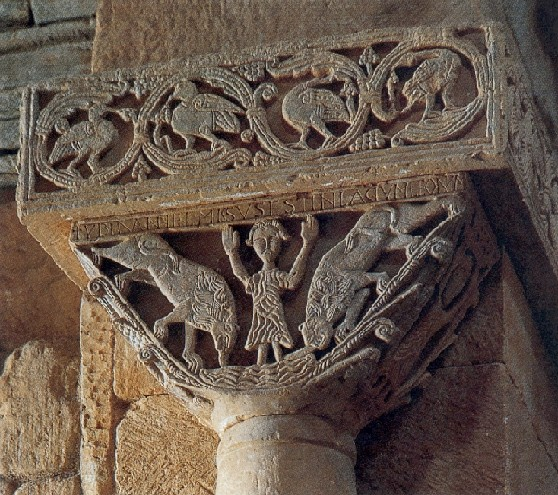
Kapiteel in de Visigotische kerk van San Pedro de la Nave in Spanje

In Spanje en Portugal ontstond in de zesde eeuw een Visigotische staat en daarmee samenhangend een cultuur waarvoor de Visigoten het best herinnerd worden. In het voorheen Romeinse Spania bouwden de Visigoten verschillende kerken die overleefden en veel artefacten achterlieten, items die de afgelopen jaren in toenemende aantallen door archeologen zijn ontdekt. De Screas van Guararzar van votieve kronen en kruisen zijn tot nu toe de meest spectaculaire van de vondsten. In of rond 589 bekeerden de Visigoten onder Reccared I zich van het Arianische christendom tot het Katholieke christendom, waarbij ze geleidelijk de cultuur van hun Spaans-Romeinse onderdanen overnamen. Hun wetboek, de Lex Visigothorum (voltooid in 654), schafte de langdurige praktijk af om verschillende wetten toe te passen voor de Spaans-Romeinse bevolking en Visigoten. Toen er geen juridische verschillen meer werden gemaakt tussen Romani en Gothi, werden ze gezamenlijk bekend als Hispani. 
De Visigoten stichtten als enige nieuwe staat nieuwe steden in West-Europa sinds de val van de westelijke helft van het Romeinse Rijk tot de opkomst van de Karolingische dynastie. Veel Visigotische namen zijn nog steeds in gebruik in het moderne Spaans en Portugees. Hun meest opvallende erfenis was echter de Lex Visigothorum, die onder andere diende als basis voor de gerechtelijke procedure in het grootste deel van het christelijke Iberia tot de Late Middeleeuwen, eeuwen na de ondergang van het koninkrijk.